# Karaperçin, Tekkeköy
Karaperçin là một xã thuộc quận Tekkeköy, tỉnh Samsun, Thổ Nhĩ Kỳ. Dân số thời điểm năm 2010 là 237 người.